# 24-Stunden-Rennen von Spa-Francorchamps 2008

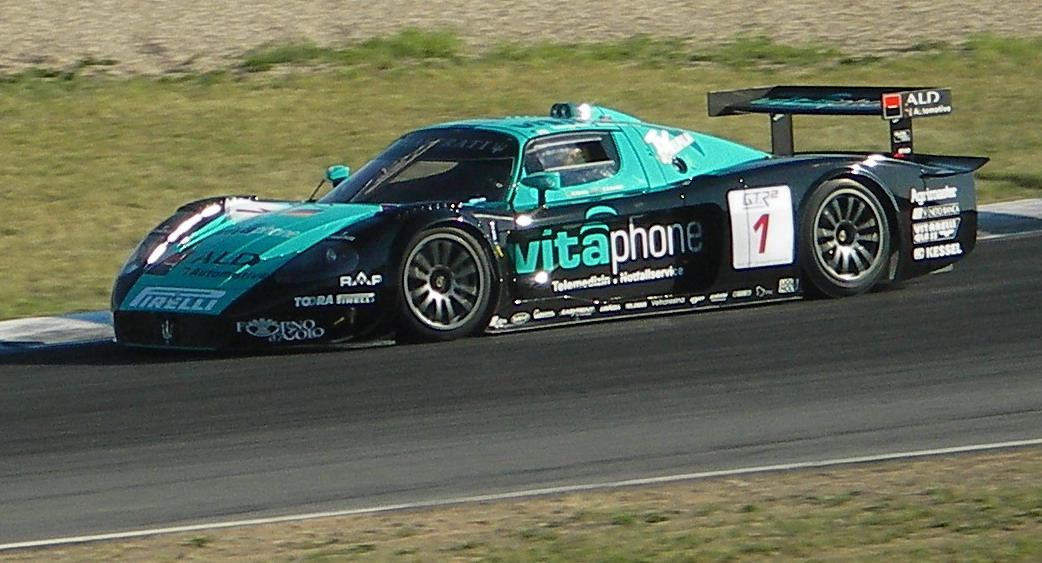
Maserati MC12 GT1, Siegerwagen von Michael Bartels, Andrea Bertolini, Eric van de Poele und Stéphane Sarrazin

Das 60. 24-Stunden-Rennen von Spa-Francorchamps, auch Total Spa 24 Hours 2008, fand am 2. und 3. August 2008 auf dem Circuit de Spa-Francorchamps statt und war der fünfte Wertungslauf der FIA-GT-Meisterschaft dieses Jahres.

## Das Rennen
Leichter Regen, kein Regen, dann wieder starker Regen und auftrocknende Rennbahn, diese sich ständig abwechselnden Bedingungen durch eine instabile Wetterlage prägten das 24-Stunden-Rennen 2008. Während viele Konkurrenten mit Siegeschancen durch Unfälle und technische Defekte zurück- und ausfielen, hatten die beiden Vitaphone-Maserati MC12 GT1 ein nahezu problemloses Rennen. Zu Beginn führte Christophe Bouchut im Chevrolet Corvette C6.R vom Selleslagh Racing Team, musste aber nach 12 Runden wegen Bremsproblemen aufgeben. Auch die beiden Phoenix-Corvette fielen aus, der eine (Startnummer 6) mit Mike Hezemans am Steuer nach einer Kollision mit dem Aston Martin DBR9 von Karl Wendlinger, der zweite nach einem technischen Defekt. Für Eric van de Poele im siegreichen Maserati war es der fünfte Gesamtsieg in Spa, was ihn zum Rekordsieger dieses Rennens macht.
Hinter den beiden MC12 GT1 kam der Gigawave-Aston-Martin als Gesamtdritter ins Ziel. Dazu Fahrer Philipp Peter: „Das war mit Sicherheit eines meiner härtesten Rennen. Wir waren nur drei Piloten, mussten deshalb sehr viele Doppel-Stints fahren, die natürlich ungemein auf die Substanz gehen. Aber das Podium vor Augen haben wir alles gegeben, und sind jetzt dafür belohnt worden. Gratulation an das gesamte Team, ein tolles Ergebnis.“

## Ergebnisse

### Schlussklassement
| 1               | GT1          | 1   | Vitaphone Racing Team     | Michael Bartels Andrea Bertolini Eric van de Poele Stéphane Sarrazin   | Maserati MC12 GT1             | 577 |
| 2               | GT1          | 2   | Vitaphone Racing Team     | Miguel Ramos Alexandre Negrão Stéphane Lémeret Alessandro Pier Guidi   | Maserati MC12 GT1             | 575 |
| 3               | GT1          | 10  | Gigawave Motorsport       | Philipp Peter Allan Simonsen Darren Turner Andrew Thompson             | Aston Martin DBR9             | 570 |
| 4               | GT1          | 15  | JMB Racing                | Ben Aucott Alain Ferté Stéphane Daoudi                                 | Maserati MC12 GT1             | 561 |
| 5               | GT2          | 77  | BMS Scuderia Italia       | Joël Camathias Davide Rigon Paolo Ruberti Matteo Malucelli             | Ferrari F430 GT2              | 555 |
| 6               | GT2          | 61  | Prospeed Competition      | Emmanuel Collard Richard Westbrook Marc Lieb                           | Porsche 997 GT3-RSR           | 552 |
| 7               | GT2          | 50  | AF Corse                  | Gianmaria Bruni Toni Vilander Mika Salo Jaime Melo                     | Ferrari F430 GT2              | 550 |
| 8               | GT1          | 8   | IPB Spartak Racing        | Jan Lammers Peter Kox Roman Rusinov Tomáš Enge                         | Lamborghini Murciélago R-GT   | 544 |
| 9               | GT2          | 55  | CR Scuderia Racing        | Chris Niarchos Tim Mullen Gordon Shedden Andrea Piccini                | Ferrari F430 GT2              | 543 |
| 10              | GT2          | 57  | Kessel Racing             | Henri Moser Fabrizio del Monte Andrea Palma Gilles Vannelet            | Ferrari F430 GT2              | 541 |
| 11              | GT2          | 56  | CR Scuderia Racing        | Andrew Kirkaldy Rob Bell James Sutton Dirk Müller                      | Ferrari F430 GT2              | 536 |
| 12              | GT2          | 76  | IMSA Performance Matmut   | Raymond Narac Richard Lietz Patrick Long                               | Porsche 997 GT3-RSR           | 520 |
| 13              | G3           | 123 | Mühlner Motorsport        | Heinz-Josef Bermes Marc Basseng Mark Thomas Jean-François Hemroulle    | Porsche 997 GT3 Cup S         | 518 |
| 14              | G3           | 124 | Mühlner Motorsport        | Duncan Huisman Paul van Splunteren Roeland Voerman Ian Khan            | Porsche 997 GT3 Cup S         | 513 |
| 15              | G3           | 112 | AS Events                 | Christopher Campbell François Jakubowski Mathieu Zangarelli Ange Barde | Ferrari F430 GT3              | 506 |
| 16              | G3           | 160 | Prospeed Competition      | David Loix David Dermont Franz Lamot Jan Heylen                        | Porsche 997 GT3 Cup S         | 505 |
| 17              | GT2          | 62  | Scuderia Ecosse           | Jamie Davies Fabio Babini Ferdinando Monfardini                        | Ferrari F430 GT2              | 503 |
| 18              | G3           | 145 | First Motorsport          | Christian Kelders Philippe Greisch Christophe Kirkhove François Duval  | Porsche 997 GT3 Cup S         | 501 |
| 19              | GT2          | 75  | Juniper Racing            | Shaun Juniper Max Twigg Craig Baird Rodney Forbes                      | Porsche 997 GT3-RSR           | 472 |
| 20              | G3           | 141 | Emeraude Racing           | Rémy Brouard Philippe Noziere Thierry Stépec Tony Samon                | Porsche 997 GT3 Cup S         | 468 |
| 22              | G3           | 106 | Delahaye Racing           | Damien Coens Armand Fumal Julien Schroyen Marc Faggionato              | Ferrari F430 GT3              | 459 |
| 23              | Coupe du Roi | 180 | JMB Racing                | Peter Kutemann Andrea Garbagnati                                       | Ferrari F430 GT3              | 274 |
| 24              | Coupe du Roi | 181 | JMB Racing                | Philippe Rambeaud Nicolas Comar                                        | Ferrari F430 GT3              | 274 |
| 25              | Coupe du Roi | 182 | JMB Racing                | Pascal Ballay Johan-Boris Scheier                                      | Ferrari F430 GT3              | 274 |
| Ausgefallen     |              |     |                           |                                                                        |                               |     |
| 26              | GT1          | 6   | Phoenix Carsport Racing   | Jean-Denis Delétraz Marcel Fässler Mike Hezemans Fabrizio Gollin       | Chevrolet Corvette C6.R       | 460 |
| 27              | G3           | 174 | Sport Garage              | Gaël Lesoudier Romain Brandela Arnaud Peyroles Hector Lester           | Ferrari F430 GT3              | 402 |
| 28              | GT2          | 59  | Trackspeed Racing         | Richard Williams David Ashburn Tim Sugden Xavier Pompidou              | Porsche 997 GT3-RSR           | 382 |
| 29              | GT2          | 70  | Easy Race SRL             | Maurice Basso Paolo Tenchini Roberto Plati Bertrand Baguette           | Ferrari F430 GT2              | 350 |
| 30              | G3           | 122 | Team Eurotech Preci Spark | David Jones Godfrey Jones Mike Jordan                                  | Ascari KZ1R                   | 323 |
| 31              | G3           | 108 | Ice Pol Racing Team       | Marc Duez Koen Wauters Ludovic Sougnez Olivier Muytjens                | Porsche 997 GT3 Cup S         | 267 |
| 32              | GT1          | 4   | Peka Racing               | Anthony Kumpen Bert Longin Fred Bouvy Kurt Mollekens                   | Saleen S7R                    | 255 |
| 33              | G3           | 116 | Signa Racing              | Patrick Chaillet Christophe Geoffroy Benoit Galland Pierre-Yves Rosoux | Dodge Viper Competition Coupe | 229 |
| 34              | G2           | 102 | McDonald's Racing         | Wolfgang Kaufmann Kenneth Heyer Alexander Talkanitsa Philippe Ullmann  | Porsche 911 GT2 Bi-Turbo      | 229 |
| 35              | GT2          | 51  | AF Corse                  | Thomas Biagi Christian Montanari Matías Russo Dominik Farnbacher       | Ferrari F430 GT2              | 225 |
| 36              | G3           | 115 | S-Berg Racing             | Hans Knauß Dominik Kraihamer Vadim Kuzminykh Martin Rich               | Lamborghini Gallardo GT3      | 196 |
| 37              | GT2          | 60  | Prospeed Competition      | Markus Palttala Mikael Forsten Wolf Henzler Geoffroy Horion            | Porsche 997 GT3-RSR           | 183 |
| 38              | GT1          | 33  | Jetalliance Racing Team   | Karl Wendlinger Ryan Sharp Lukas Lichtner-Hoyer Alex Müller            | Aston Martin DBR9             | 151 |
| 39              | G2           | 101 | Belgian Racing            | Bas Leinders Renaud Kuppens Maxime Martin                              | Gillet Vertigo Streiff        | 145 |
| 40              | GT1          | 5   | Phoenix Carsport Racing   | Alexandros Margaritis Jos Menten Robert Schlünssen Uwe Alzen           | Chevrolet Corvette C6.R       | 140 |
| 41              | G3           | 175 | Sport Garage              | Eddy Renard Robert Hissom Stéphane Lacroix-Wasover Philippe Thirion    | Ferrari F430 GT3              | 122 |
| 42              | G3           | 140 | Emeraude Racing           | Olivier Baron Patrice Fournet André Alain Corbel Manuel Ferreira       | Porsche 997 GT3 Cup S         | 92  |
| 43              | G3           | 121 | Exagon Engineering        | Éric Hélary Vincent Radermecker Daniel Desbruères Catherine Desbruères | Ferrari F430 GT3              | 31  |
| 44              | GT1          | 3   | Selleslagh Racing Team    | Christophe Bouchut Xavier Maassen Maxime Soulet Christophe Pillon      | Chevrolet Corvette C6.R       | 12  |
| Nicht gestartet |              |     |                           |                                                                        |                               |     |
| 45              | GT1          | 7   | Larbre Compétition        | Vincent Vosse Grégory Franchi Pedro Lamy Steve Zacchia                 | Saleen S7R                    | 1   |

1 nicht gestartet

### Nur in der Meldeliste
Zu diesem Rennen sind keine weiteren Meldungen bekannt.

### Klassensieger
| Klasse       | Fahrer                  | Fahrer            | Fahrer            | Fahrer                  | Fahrzeug              | Platzierung im Gesamtklassement |
| ------------ | ----------------------- | ----------------- | ----------------- | ----------------------- | --------------------- | ------------------------------- |
| GT1          | Michael Bartels         | Andrea Bertolini  | Eric van de Poele | Stéphane Sarrazin       | Maserati MC12 GT1     | Gesamtsieg                      |
| GT2          | Joël Camathias          | Davide Rigon      | Paolo Ruberti     | Matteo Malucelli        | Ferrari F430 GT2      | Rang 5                          |
| G2           | kein Teilnehmer im Ziel |                   |                   |                         |                       |                                 |
| G3           | Heinz-Josef Bermes      | Marc Basseng      | Mark Thomas       | Jean-François Hemroulle | Porsche 997 GT3 Cup S | Rang 13                         |
| Coupe du Roi | Peter Kutemann          | Andrea Garbagnati |                   |                         | Ferrari F430 GT3      | Rang 23                         |

### Renndaten
- Gemeldet: 45
- Gestartet: 44
- Gewertet: 35
- Rennklassen: 5
- Zuschauer: unbekannt
- Wetter am Renntag: immer wieder Regen
- Streckenlänge: 7,004 km
- Fahrzeit des Siegerteams: 24:02:42,228 Stunden
- Gesamtrunden des Siegerteams: 577
- Gesamtdistanz des Siegerteams: 4041,308 km
- Siegerschnitt: 168,070 km/h
- Pole Position: Mike Hezemans – Chevrolet Corvette C6.R (#6) – 2:14,246 = 187,820 km/h
- Schnellste Rennrunde: Marcel Fässler – Chevrolet Corvette C6.R (#6) – 2:16,218 = 185,100 km/h
- Rennserie: 4. Lauf zur FIA-GT-Meisterschaft 2008